# Haiti ékszerteknős
A haiti ékszerteknős (Trachemys decorata)   a hüllők (Reptilia) osztályának a teknősök (Testudines) rendjéhez, ezen belül a  mocsáriteknős-félék (Emydidae) családjához tartozó faj.

## Előfordulása
A Dominikai Köztársaság, Haiti, Kuba és Puerto Rico területén honos.

## Külső hivatkozás
- Képek az interneten a fajról